# Giuseppe Borello
Giuseppe Borello (Catanzaro, 1999. április 28. –) olasz labdarugó, csatár. A Benevento Calcio játékosa. 

## Pályafutása

### Crotone
2017. május 28-án debütált a Serie A-ban a Crotone színeiben a Lazio elleni mérkőzésen, Diego Falcinellit váltotta a hosszabbításban.

### Kölcsönben a Coneónál
2018. augusztus 16-án bejelentették, hogy Borello egy szezonra szóló kölcsönszerződést kötött a Serie C-ben szereplő Cuneo csapatával. 2018. szeptember 17-én a Pisa elleni 1–0-s idegenbeli vereség alkalmával debütált az olasz harmadosztályban, a 78. percben Giorgio Spizzichino helyére állt be. Három héttel később, október 14-én az Olbia elleni 1–0-s hazai győzelem 43. percében megszerezte a profik közt az első gólját. November 25-én második gólját csereként lőtte az Alessandria elleni 3–0-s idegenbeli győzelem 86. percében. 2019 januárjában visszatért a Crotone-hoz. Borello 2018–19-es évadban 15 találkozón jutott szóhoz, 2 gólt és 1 asszisztot jegyzett, de egyetlen mérkőzést sem játszott végig.

### Kölcsönben a Rendénél
2019. január 8-án hivatalossá vált, hogy Borello 6 hónapig kölcsönben a Serie C-ben szereplő Rende csapatában fog futballozni. 2019. január 20-án debütált új csapatában a Catanzaro elleni 3–0-s idegenbeli vereség alkalmával, végigjátszotta a mérkőzést. A félszezon második felében pedig a Rende alapemberévé vált. Április 28-án kétszer is betalált a Viterbese Castrense elleni 3–1-es idegenbeli győzelem alkalmával. Borello 17 mérkőzésen lépett pályára, ebből 16-szor kezdőként kapott szerepet, 3 gólt és 2 asszisztot szerzett a 6 hónapig tartó kölcsönszerződés ideje alatt.

### Kölcsönben a Cesenánál
2019. július 18-án Borello egy szezonra szóló kölcsönszerződéssel az újonnan a Serie C-ben szereplő Cesenához került. Augusztus 25-én Borello bemutatkozott, és a Carpi elleni 4–1-es idegenbeli vereség 43. percében megszerezte első gólját a klub színeiben, végigjátszotta a mérkőzést. Már a szezon elején a Cesena meghatározó játékosává vált. Szeptember 15-én a Triestina elleni 3–2-es hazai győzelem 66. percében megszerezte második gólját. Négy héttel később, október 13-án a Sambenedettese elleni 3–1-es hazai vereség 62. percében megszerezte harmadik gólját. Az olasz csatár a Cesena játékosaként 26 alkalommal lépett pályára, ebből 22-szer kezdőként, 6 góllal és 1 asszisztot jegyzett.

### Kölcsönben a Pro Vercellinél
2020. október 3-án Corello a kispadon ült a Serie A-ban a Crotone Sassuolo elleni mérkőzésén. 2020. október 5-én kölcsönbe a Serie C-ben szereplő Pro Vercellihez igazolt, ezzel ő lett az ötödik Crotone-játékos, akit ide adtak kölcsön abban a szezonban. Hat nappal később, október 11-én debütált a klub színeiben, a Lucchese ellen 2–1-re megnyert hazai mérkőzés utolsó 15 percében Alessio Zerbin helyére állt be csereként. November 11-én Borello első mérkőzését játszotta kezdőként a klub színeiben, a Pistoiese elleni 1–0-s hazai győzelem alkalmával, a 71. percben Alessandro Romairone váltotta az olasz csatárt. 2021 januárjában azonban lejárt a kölcsönszerződése, és visszatért a Crotonéhoz. 11 alkalommal lépett pályára, ebből mindössze 3 alkalommal kezdőként, és egyetlen teljes mérkőzést sem játszott a klub színeiben.

### Kölcsönben a Cesenánál
2021. január 15-én Borello újra kölcsönbe került a Serie C-ben szereplő Cesenához a szezon végéig. 2021. január 15-én a 89. percben Mattia Bortolussi helyére állt be csereként az Arezzo elleni 2–0-s idegenbeli győzelemmel záruló találkozó 89. percében. Két héttel később, január 30-án Borello első teljes mérkőzését játszotta a klub színeiben a Triestina elleni 2–1-es idegenbeli vereség alkalmával. Borello mindössze 9 mérkőzéssel fejezte be 6 hónapos kölcsönszerződését a Cesenánál, és hozzásegítette a klubot a rájátszásba jutáshoz, de a az olasz csapat a második fordulóban kiesett a Matelica ellen.

### Újpest
2022. augusztus 4-én bejelentették, hogy Giuseppe Újpesten folytatja pályafutását. 2023. július 13-án a lila-fehér csapat hivatalos honlapján közleményben tudatta, hogy felbontja a szélső szerződését.

### SS Monopoli
2023. augusztus 8-án csatlakozott a Serie C-ben szereplő SS Monopoli csapatához. 2023. szeptember 10-én mutatkozott be új csapatában a Monterosi Tuscia elleni mérkőzésen ahol rögtön az első gólját is megszerezte, méghozzá büntetőből. 2024. január 13-án a Monterosi Tuscia elleni mérkőzésen ugyan csapata 2–1 arányban vereséget szenvedett, de ő az 59. percben betalált.

### Benevento Calcio
2024. augusztus 30-án leigazolta a Benevento Calcio.

## Sikerei, díjai
Torino Primavera
- Coppa Italia Primavera győztes: 2017–18

## Fordítás
- Ez a szócikk részben vagy egészben  a   Giuseppe Borello című angol Wikipédia-szócikk ezen változatának fordításán alapul.  Az eredeti cikk szerkesztőit annak laptörténete sorolja fel. Ez a jelzés csupán a megfogalmazás eredetét és a szerzői jogokat jelzi, nem szolgál a cikkben szereplő információk forrásmegjelöléseként.